# Wat Dalarnavanaram

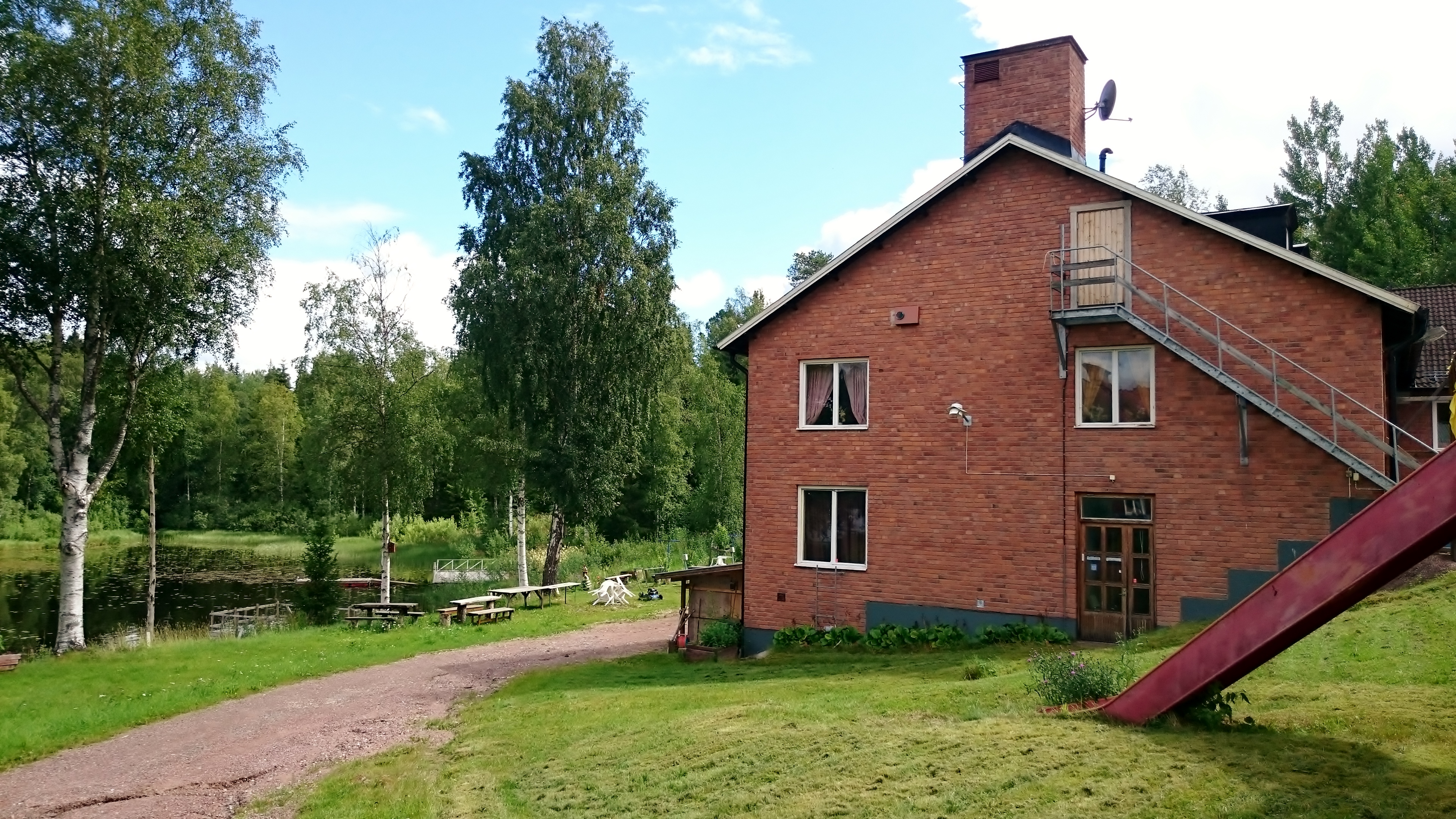
Wat dalarnavanaram med vy över Lilla Ulvsjön.

Wat dalarnavanaram är ett theravadabuddhistiskt tempel i Ulvshyttan, Dalarnas län. De munkar som lever och verkar där tillhör den theravadabuddhistiska munkorden Dhammayuttika Nikaya. Templet ägs av föreningen Dalarnas Thailändska Buddhistförening, som registrerades som ideell förening 2003.
2025 bor tre munkar i templet.  Flertalet lekmän, många med thailändsk bakgrund, vistas eller bor även där för att stödja munkarna med t.ex. maten. Templet är beroende av donationer för att verksamheten ska gå runt och delar av donationerna kommer från personer i andra delar av Europa.

## Verksamhet
I templet firas thailändska och buddhistiska högtider, och det anordnas meditationskvällar och retreater. Munkarna som bor i templet tjänar dess medlemmar bland annat med begravningar, ceremonier vid födslar, ceremonier för nybyggda hus, meditationsundervisningar och besök till sjuka (även på sjukhus). 2011 samlades omkring 70 munkar från Asien, USA och Europa i templet, för ett konvent som anordnades av Dhammayuttika Nikayas europeiska distrikt. Konventet anordnas var tredje år någonstans i Europa.

## Historik
Templet invigdes 27 juli 2005 av munken Eakaphol Laphutama, efter föreningen övertagit den fastighet som tidigare huserat Ulvshyttans skola.
Det var vid öppnandet det tredje buddhistiska templet i Sverige. Vid tjugoårsjubilumet år 2025 uppgavs det finnas ett trettiotal tempel i Sverige.